# Mons Argaeus

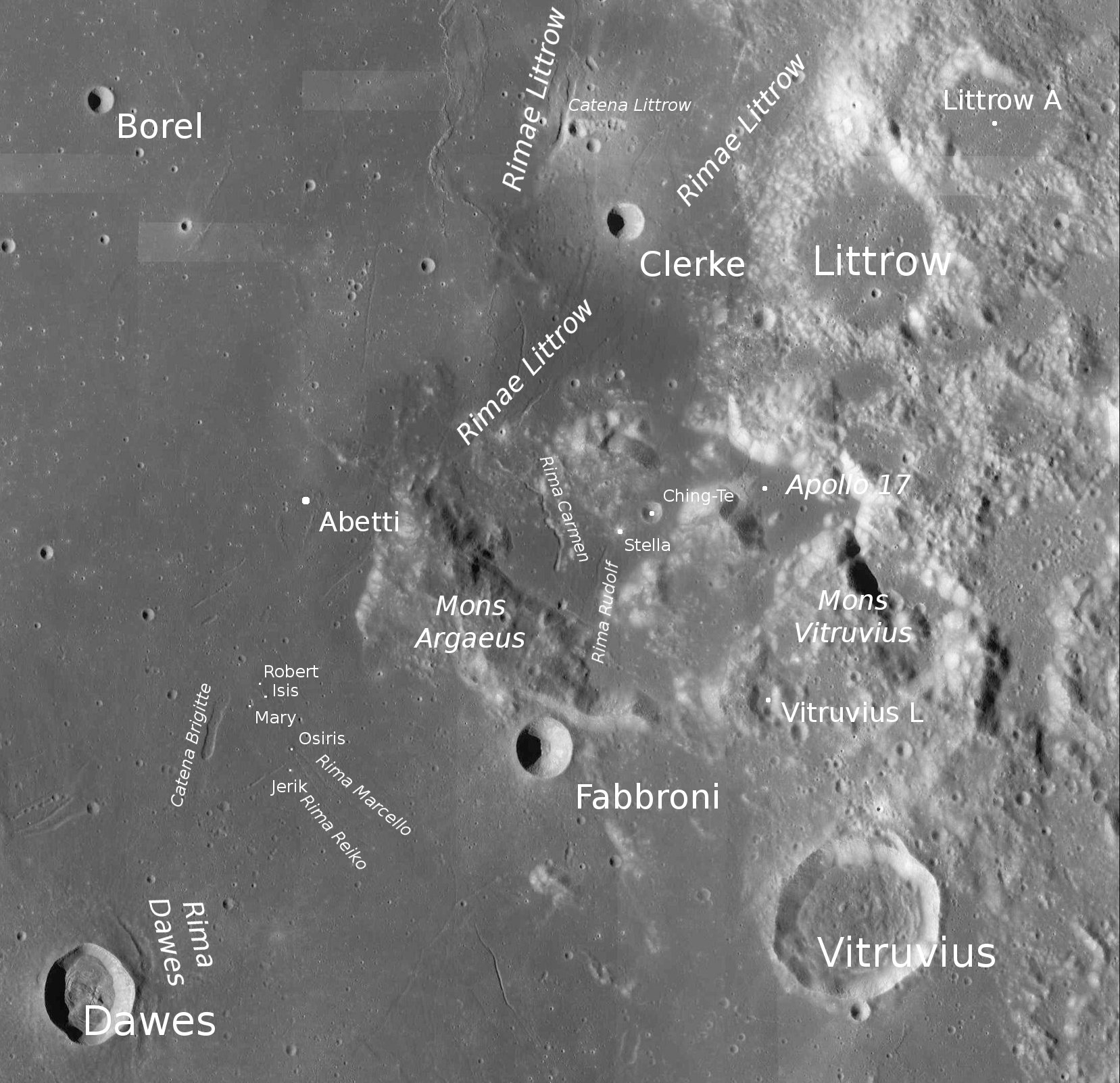
Poloha Mons Argaeus.

Mons Argaeus je horský masiv na jihovýchodním okraji Mare Serenitatis (Moře jasu) na přivrácené straně Měsíce. Na jeho jižním konci se nachází kráter Fabbroni, jihozápadně lze nalézt kráter Dawes. Východně pak leží hora Mons Vitruvius, východním směrem také přistála v údolí Taurus–Littrow americká sonda mise Apollo 17. Nedaleko hory severozápadním směrem leží malý zatopený kráter Abetti.
Masiv je dlouhý cca 50 km, střední selenografické souřadnice jsou 19,3° S a 29,0° V.

## Název
Horský masiv je pojmenován podle starého názvu hory Mount Erciyes (turecky Erciyes Dağı) v Kappadokii v dnešním Turecku.